# محمد الشريف (لاعب كرة قدم)
محمد عبد الله الشريف لاعب كرة قدم سعودي ، يلعب في الجناح الأيمن  .
مثل سابقاً أندية الاتفاق و الخليج و الساحل و نادي الجبيل.